# 山根真樹
山根真樹（やまね まさき、1976年 - ）は広島県尾道市出身。日本の映像監督。ミュージックビデオ、ライブビデオ監督。ドラマ、スポーツ番組も制作
欅坂46.美女men♂vlossom.CHARCOAL FILTER.THEイナズマ戦隊.9mm parabellum bullet.
カメレオ.ザ・マスミサイル.太陽族.LOSALIOS.ROSSO.THEE MICHELLE GUN ELEPHANT.
.ヒューマンロストなど。
ロックバンドが主のミュージックビデオ、liveDVD監督。
映像制作会社を経てフリーランスに。現在に至る。
音楽映像だけに限らず、スポーツ番組、ドラマなどにも進出中。
| スタブアイコン | サブスタブ | この項目は、まだ閲覧者の調べものの参照としては役立たない、美術家・芸術家に関連した書きかけの項目です。この項目を加筆・訂正などしてくださる協力者を求めています（P:美術）。 |